# Rimae Goclenius

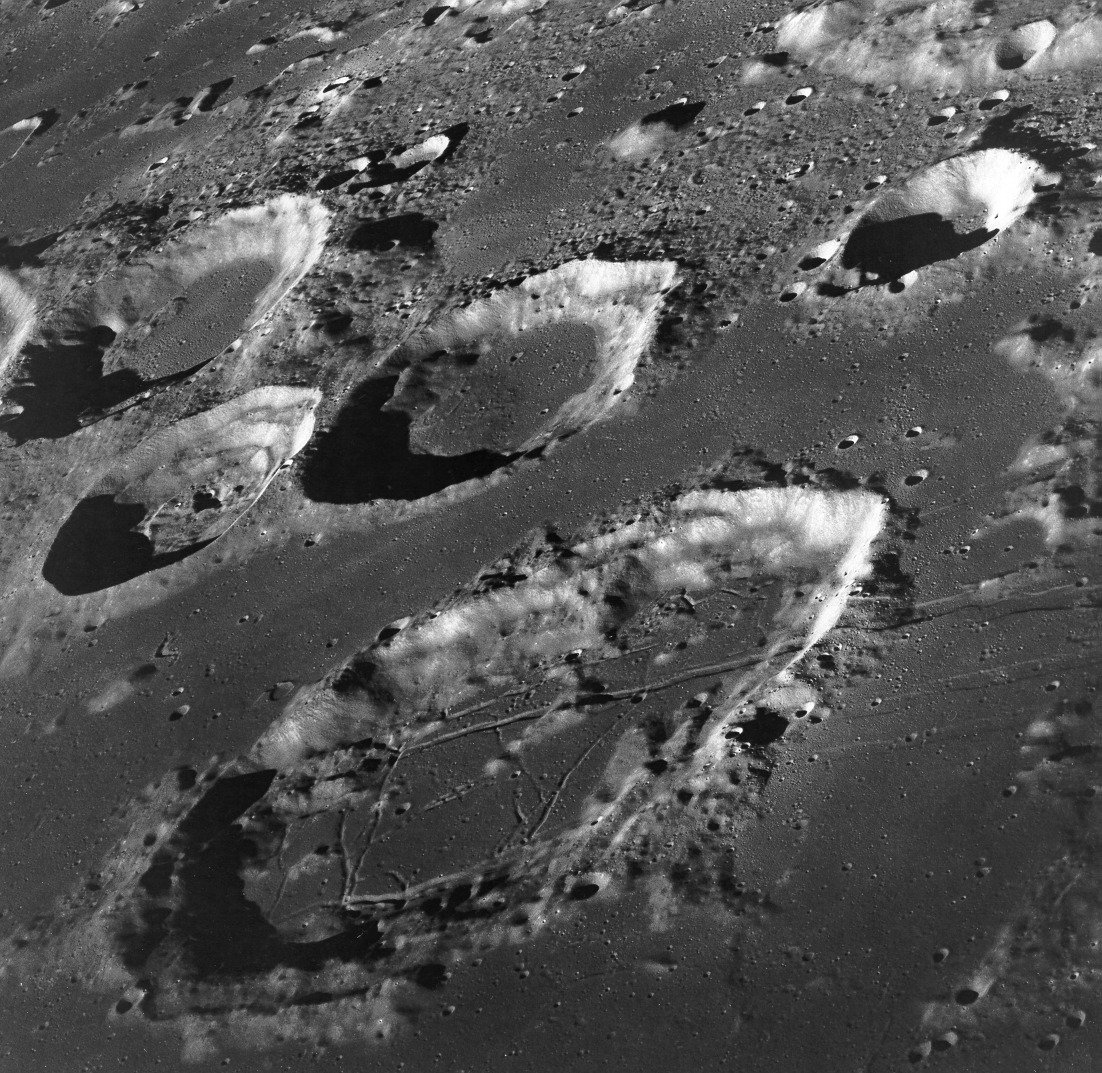
Krater księżycowy Goclenius z widocznym systemem rowów Rimae Goclenius. Zdjęcie wykonane przez załogę Apollo 8 (24 grudnia 1968)

Rimae Goclenius – grupa rowów  na powierzchni Księżyca o średnicy około 240 km. Znajduje się na współrzędnych selenograficznych ☾ 8,0°S 43,0°E/-8,000000 43,000000. Nazwa tego systemu kanałów została nadana w 1964 roku przez Międzynarodową Unię Astronomiczną i pochodzi od krateru Goclenius na którego obszarze znajduje się Rimae Goclenius.